# Cerro Colorado, Apazapan
Cerro Colorado är en ort i Mexiko.   Den ligger i kommunen Apazapan och delstaten Veracruz, i den sydöstra delen av landet, 250 km öster om huvudstaden Mexico City. Cerro Colorado ligger 516 meter över havet och antalet invånare är 758.
Terrängen runt Cerro Colorado är huvudsakligen kuperad, men den allra närmaste omgivningen är platt. Runt Cerro Colorado är det ganska tätbefolkat, med 60 invånare per kvadratkilometer. Närmaste större samhälle är Rinconada, 14,8 km öster om Cerro Colorado. Omgivningarna runt Cerro Colorado är en mosaik av jordbruksmark och naturlig växtlighet.